# Felipe Menezes
Felipe Menezes Jácomo, noto semplicemente come Felipe Menezes (Goiânia, 20 gennaio 1988), è un calciatore brasiliano, centrocampista del Canosa.